# Luktgräsfjäril
Luktgräsfjäril, Aphantopus hyperantus, är en mycket allmän gräsfjäril på alla typer av gräsmarker. Fjärilen saknar teckning på framsidan, förutom att honan har ögonfläckar. Flygtiden infaller normalt under juni–augusti. Luktgräsfjärilen förekommer i ett band från Storbritannien hela vägen bort till Korea.
Luktgräsfjärilen har ett vingspann på mellan 28 och 42 millimeter. Det finns inte någon större skillnad på honor och hanar, men honan brukar vara något större och ha fler ögonfläckar.

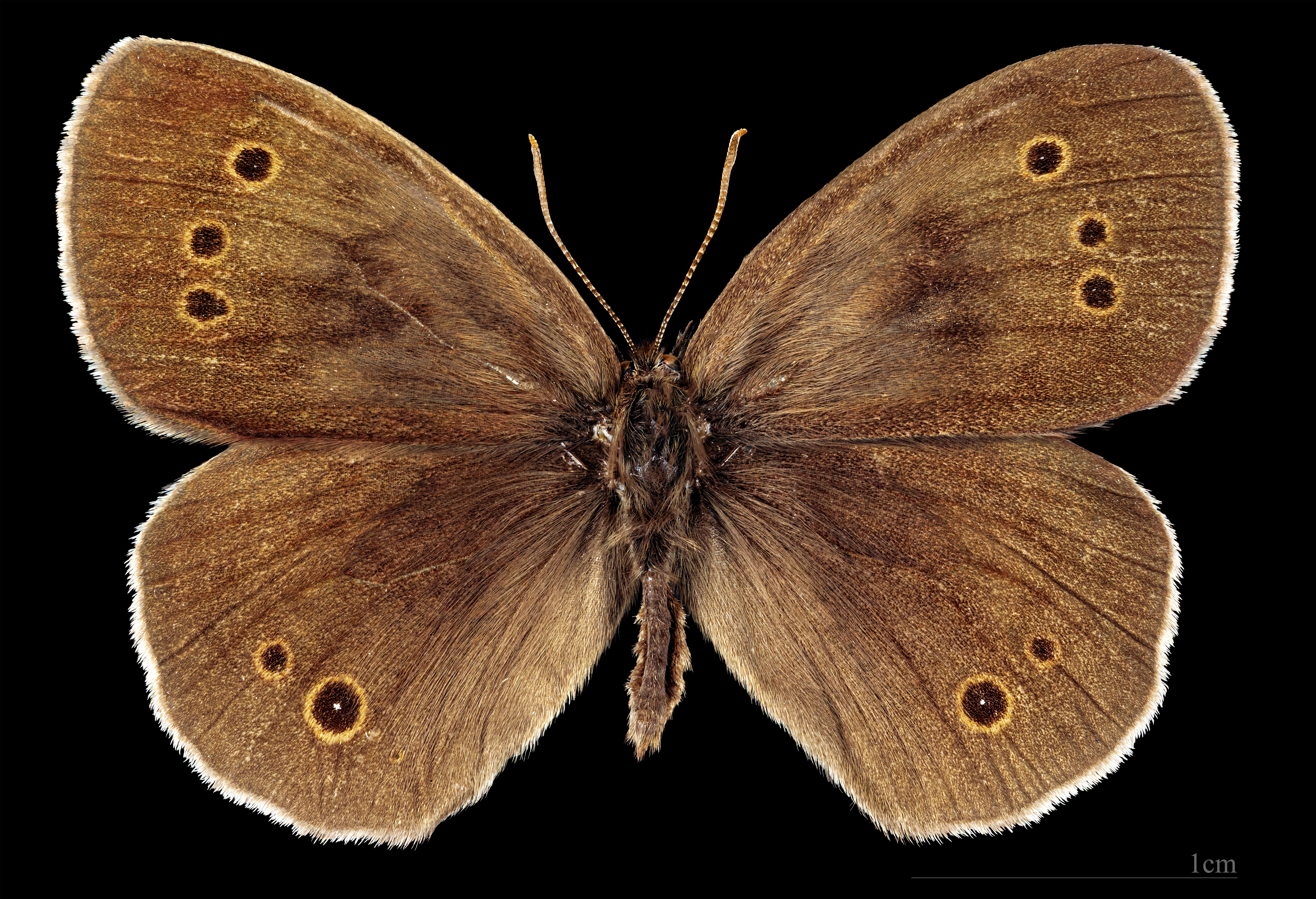
♂
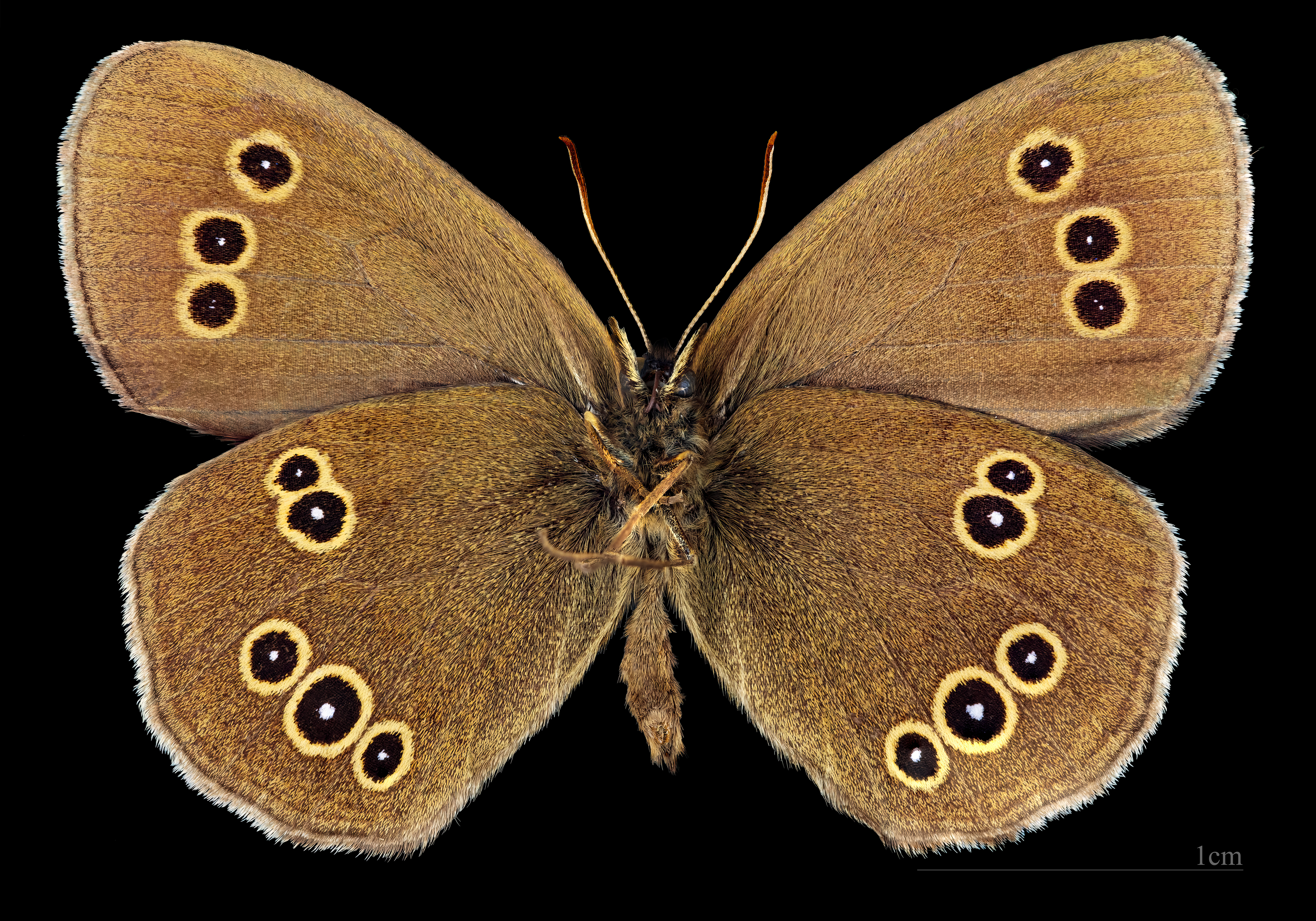
♂ △

Dess ägg är ljusgula och runda, medan larven är gulaktigt grå med en bred linje på ryggen i mörkbrunt; larvens sidolinje är tunn och vitaktig.